# Бамбара (мова)
Бамбара (бамана, бамананкан) — мова народу бамана, або бамбара. Поширена головним чином в центрі західної частини Республіки Малі.
Має статус національної мови і є основною мовою міжнаціонального спілкування Малі. Кількість носіїв бамбара — 2,8 млн чоловік, як другою, нею володіють ще понад 5 млн осіб (оцінка, 1999). Бамбара — одна з мов сім'ї манде.
Так звана стандартна бамбара (має орфографічний стандарт), що склалася на основі діалекту Бамако (близького до східних діалектів мови манінка), протиставляється численним так званим сільським діалектам, що мають часто складнішу фонологічну систему. У бамбара діє правило відкритого складу.
У системі вокалізму 7 оральних голосних, 7 носових, 7 довгих. Є 2 тони, низькотоновий суфікс виступає у функції референтного артикля. Писемність на основі латинської графіки з 1967 року. У латинській писемності використовуються додаткові літери ɛ ɔ ɲ ŋ.